# Fatemeh Rahbar
Fatemeh Rahbar (in persiano فاطمه رهبر‎) (Teheran, 20 maggio 1964 – Teheran, 7 marzo 2020) è stata una politica iraniana che servì per tre mandati come membro del parlamento iraniano in rappresentanza della circoscrizione di Teheran, Rey, Shemiranat ed Eslamshahr.

## Biografia
Fatemeh Rahbar conseguì un master in comunicazione visiva e un dottorato di ricerca in gestione strategica. Lavorò come responsabile di produzione per la rete internet e fu segretaria del consiglio supremo sulla politica del web.
Conservatrice appartenente al Partito della Coalizione Islamica, servì per tre mandati tra il 2004 e il 2016 come membro del parlamento iraniano per la Circoscrizione di Teheran, Rey, Shemiranat ed Eslamshahr. Come membro del parlamento fu vicepresidente della Commissione nazionale iraniana per l'UNESCO, presidente della frazione delle donne e presidente del comitato per i media e l'arte. Fu anche vice capo della Imam Khomeini Relief Foundation. Era stata eletta in parlamento per la quarta volta ma morì prima dell'inizio del mandato, vittima della pandemia di COVID-19 in Iran.